# Tephrosia disperma
Tephrosia disperma är en ärtväxtart som beskrevs av John Gilbert Baker. Tephrosia disperma ingår i släktet Tephrosia och familjen ärtväxter. Inga underarter finns listade i Catalogue of Life.